# The Swinging Blue Jeans
The Swinging Blue Jeans è un gruppo musicale britannico attivo durante gli anni sessanta.

## Storia
Il gruppo si formò a Liverpool nel 1961 con il nome di "The Bluegenes" che presto venne cambiato in "The Swinging Blue Jeans". Dopo aver suonato in alcuni locali della zona, si recarono in Germania per suonare nel Club di Amburgo e poi, tornati a Liverpool, divennero ospiti frequenti del Cavern Club.
Nel 1962 firmarono un contratto discografico con la HMV Records ed esordirono l'anno successivo con il loro primo singolo, It's Too Late Now,  che entrò nelle classifiche britanniche al n. 30. Il secondo singolo, Hippy Hippy Shake raggiunse la seconda posizione così come il successivo, Good Golly Miss Molly; You're No Good raggiunse la terza posizione. Il loro ultimo brano di successo fu, nel 1966, Don't Make Me Over.

## Discografia

### Album
- 1964 - Blue Jeans a' Swinging
- 1964 - Hippy Hippy Shake
- 1964 - Shaking Time
- 1964 - The Swinging Blue Jeans
- 1978 - The Best of The Swinging Blue Jeans
- 1986 - Shake! The Best of The Swinging Blue Jeans

### Singoli
- 1963 - It's Too Late Now/Think of Me
- 1963 - Hippy Hippy Shake/Now I Must Go
- 1963 - Do You Know/Angie
- 1964 - Good Golly Miss Molly/Shaking Feeling
- 1964 - You're No Good/Don't You Worry About Me
- 1964 - Promise You'll Tell Her/It's So Right
- 1964 - It Isn't There/One of These Days
- 1965 - Make Me Know You're Mine/I've Got a Girl
- 1965 - Crazy 'Bout My Baby/Good Lovin'
- 1966 - Don't Make Me Over/What Can I Do Today
- 1966 - Sandy/I'm Gonna Have You
- 1966 - Rumors, Gossip, Words Untrue/Now the Summer's Gone
- 1967 - Tremblin'/Something's Coming Along
- 1967 - Don't Go Out into the Rain (You're Gonna Melt)/One Woman Man
- 1968 - What Have They Done To Hazel/Now That You've Got Me (You Don't Seem To Want Me)
- 1969 - Hey Mrs. Housewife/Sandfly
- 1973 - Rainbow Morning/Cottonfields
- 1974 - Dancing/Baby Mine
- 1976 - Hippy Hippy Shake/Baby Mine
- 1976 - I Like It Mean (Love Machine)/Angel